# Majcherkowa
Majcherkowa (1355 m) – szczyt w Grupie Lipowskiego Wierchu i Romanki w Beskidzie Żywiecko-Orawskim. Jest to drugi, północno-wschodni wierzchołek Romanki i jeden z najwyższych szczytów w Grupie Lipowskiego Wierchu i Romanki. Jego nazwę i wysokość podaje mapa Compassu i przewodnik turystyczny, na topograficznej mapie Geoportalu jest to szczyt, ale bez nazwy. Na mapie Compassu na grzbiecie Majcherkowej zaznaczona jest hala Majcherkowa. Na topograficznej mapie Geoportalu również zaznaczona jest tutaj duża hala pasterska, ale o nazwie Majerkowa. Jest to już nieistniejąca hala – wskutek zaprzestania jej użytkowania zarosła lasem.
Grzbietem Majcherkowej biegnie granica między miejscowościami Sopotnia Mała (stok północno-zachodni) i Sopotnia Wielka (stok południowo-wschodni) – obydwie w województwie śląskim, w powiecie żywieckim, w gminie Jeleśnia. Przez Majcerkową biegnie także szlak turystyczny.

## Szlaki turystyczne
Sopotnia Mała – Łazy – Kotarnica – Romanka.